# Cepeda la Mora
Cepeda la Mora település Spanyolországban, Ávila tartományban. Cepeda la Mora Navadijos, Garganta del Villar, Villafranca de la Sierra, Villatoro, Mengamuñoz, Sotalbo, Navalacruz, Hoyocasero és San Martín del Pimpollar községekkel határos. Lakosainak száma 66 fő (2024).

## Népesség
A település népessége az utóbbi években az alábbiak szerint változott:
| Lakosok száma | 140  | 113  | 108  | 104  | 93   | 87   | 82   | 74   | 70   | 66   |
|               | 2001 | 2004 | 2006 | 2009 | 2011 | 2014 | 2016 | 2019 | 2021 | 2024 |